# Montigny-sur-l'Hallue

Montigny-sur-l'Hallue este o comună în departamentul Somme, Franța. În 1 ianuarie 2022 avea o populație de 185 de locuitori.